# 卡洛斯·罗德里格斯 (网球教练)
卡洛斯·罗德里格斯（西班牙語：Carlos Rodriguez，1964年1月1日—），阿根廷籍網球教練，曾執教比利時球手海寧和中國球手李娜。

## 卡洛斯與海寧
在成為李娜教練之前，他曾經是前世界第一比利時網球名將海寧的教練，直到2011年，海寧宣佈第二次退役為止，兩人合作時間長達15年。2010年澳網復出之時，海寧表示，她不會跟其他的教練合作，卡洛斯就是她的恩師。
在合作的15年裡，卡洛斯帶領海寧7度問鼎大滿貫冠軍，並在2004年奧運會拿到金牌，而對他們而言比較遺憾的是未能在溫布頓贏得冠軍，也使得海寧未能达成金滿貫。

## 卡洛斯與李娜
2012年7月起，卡洛斯正式成為李娜的教練，合作三個月便出成效，李娜在2012年的辛辛那提賽首奪WTA超五賽冠軍。由於李娜2012年賽季不盡理想，因此，展開合作的兩人便定下在2013年賽季再奪一座大滿貫冠軍和闖進世界前三的目標。
2013年澳洲網球公開賽，李娜繼2011年澳網後，再度闖進決賽，使得兩人第一個目標成為可能，但於1月26日舉行的女單決賽中，李娜以三盤憾負白俄羅斯名將和時任世界第一阿扎倫卡，第二度獲得亞軍，兩人離定下的目標僅差一步之遙。2013年年末，於土耳其伊斯坦布爾舉行的WTA年終總決賽中，李娜以小組三戰全勝的戰績挺近半決賽，並在半決賽以直落兩盤擊敗捷克選手科维托娃。至此，李娜的積分排名來到了世界第三的位置，刷新了亞洲球員的記錄。雖然決賽中，李娜以三盤比分不敵世界第一小威廉姆斯，但對於卡洛斯和李娜而言，年終世界第三的目標已經達成，這也表示他們的合作收到了較好的效果。
相對而言，李娜在2013年賽的大滿貫表現要優於以往的賽季，除了法網次輪出局以外，李娜在溫網平了自己八強的記錄，並在美網創造了歷史闖進四強。李娜自己也坦言在師從卡洛斯以後，這一年的表現是最穩定的。四大滿貫和巡迴賽都有穩定的表現，使得她本賽季的職業獎金衝上歷史新高，达到了3,982,485美元，是單賽季第三高的女子選手，總獎金達到13,299,189美元，位列所有女子球員第19位。
2014年澳網，李娜一路過關斬將並最終奪冠而回，洛迪古斯乃是重要功臣之一。他對前者的戰術改造被媒體分析為她重奪大滿貫的關鍵。
對於與卡洛斯的合作，李娜坦言希望能與卡洛斯合作至退役，但隨着前者2014年溫網止步于第三圈後阿根廷人提出請辭，李娜的願望成為泡影。

## 開辦網球學校
在與海寧合作的時候，師徒兩人就已經通過合作夥伴在中國開辦了網球學校——北京匠心之輪國際網球學院。而隨著與李娜展開長期的合作，卡洛斯更是多數時間定居于北京，由於兩人在中國的知名度骤升，也漸漸打開了中國的市場。

## 資料來源
1. ↑  New York Times: Good Times and Bad, Henin Kept Her Coach in View （页面存档备份，存于）紐約時報
2. ↑  海宁携七大满贯奖杯退役 温布尔登未能登顶成遗憾  （页面存档备份，存于）《體壇週報》2008-12-29
3. ↑  李娜首胜谈2013目标“进前三，争取再拿一个大满贯！”  （页面存档备份，存于）網易體育  2013-01-08
4. ↑  体坛专访李娜外教：新赛季目标进入世界前三。  （页面存档备份，存于）騰訊體育 2012-12-21
5. ↑  李娜获得2013澳网女单亚军。 （页面存档备份，存于）新浪體育專題
6. ↑  李娜晋升至世界第三。 （页面存档备份，存于）網易體育 2013-10-27
7. ↑  李娜：卡洛斯满意我的表现 生涯中最稳定的一年。  （页面存档备份，存于）中国网络电视台 2013年09月29日
8. ↑  2013年賽季獎金榜。 （页面存档备份，存于）WTA官網
9. ↑  女子網球選手總獎金榜。 （页面存档备份，存于）WTA官網
10. ↑  31歲李娜告訴你什麼叫進步 （页面存档备份，存于）新浪競技風暴
11. ↑  李娜:目标进WTA总决赛 盼与卡洛斯合作至退役。 （页面存档备份，存于）人民網 2012年09月29日
12. ↑  卡洛斯專訪：為何向李娜請辭 姜山知道如何幫助她 （页面存档备份，存于）新浪競技風暴
13. ↑  卡洛斯：李娜法网被什么压垮 她仍有机会登No.1 （页面存档备份，存于）新浪競技風暴
14. ↑  海宁恩师加盟中国网球学院 打造中国网球产业链。  （页面存档备份，存于）網易體育 2011-04-10
15. ↑  陈丁睿：态度目的 网球达人卡洛斯人生座右铭。  （页面存档备份，存于）騰訊體育 2011年07月19日